# August Mroczkowski
August Mroczkowski (ur. 3 sierpnia 1845 w Zatwarnicy, zm. 29 stycznia 1920 w Sanoku) – powstaniec styczniowy, nauczyciel, ziemianin.

## Życiorys
Urodził się 3 sierpnia 1845 w Zatwarnicy. Jako student przystąpił do powstania styczniowego w 1863. Służąc jako szeregowiec karabinierów w oddziale ochotników Franciszka Ksawerego Horodyńskiego brał udział w wyprawie na Radziwiłłów (zakończonej niepowodzeniem 2 lipca 1863). Jesienią znalazł się w partii pułkownika Wojciecha Komorowskiego i wraz z wyprawą 31 października 1863 przybył do wsi Żdżary nad Bugiem, pełnią wtedy funkcję tytularnego trębacza i hejnalisty (przyznanej mu w związku z wcześniejszej grze na trąbce w orkiestrze gimnazjalnej). Nocą na 1 listopada wyruszył z powstańcami w dalszą drogę na Poryck.  Ugrupowanie składało się z oddziałów IV, VI i VII, a on służył w 1 kompanii 1 plutonu karabinierów w IV oddziale. Wraz z powstańcami w południe tego dnia wkroczył do Porycka, po czym wraz ze swoją kompanią zajął pozycje w rowach przy szosie biegnącej równolegle do frontu nieprzyjaciela uczestnicząc w walce z nacierającymi siłami wroga. Wieczorem pełnił jeszcze służbę na widecie, a około północy opuścił z powstańcami Poryck w myśl decyzji dowódcy Komorowskiego. Potem wraz z towarzyszami został wyparty pościgiem rosyjskim na obszar Galicji, po czym w gronie powstańców odstawiony przez wojska austriackie do Sokala. W trakcie powstania był ranny (miał przebity bok bagnetem).
W 1871 uzyskał absolutorium na Wydziale Filozoficznym Uniwersytetu Lwowskiego. Podjął pracę w zawodzie nauczyciela 24 września 1873. Od tego czasu w charakterze zastępcy nauczyciela pracował w C. K. Miejskim Wyższym Gimnazjum w Jaśle, gdzie uczył przyrody. Reskryptem C. K. Rady Szkolnej Krajowej z 11 września 1876 w charakterze zastępcy nauczyciela został przeniesiony z Jasła do C. K. Gimnazjum św. Jacka w Krakowie. W szkole uczył języka polskiego, matematyki, historii naturalnej, kaligrafii, nauk przyrodniczych. Egzamin nauczycielski złożył 5 czerwca 1882.
Rozporządzeniem z 31 lipca 1883 C. K. Ministra Wyznań i Oświecenia został przeniesiony ze stanowiska zastępcy nauczyciela w C. K. Gimnazjum św. Jacka w Krakowie do C. K. Gimnazjum w Sanoku, gdzie został mianowany nauczycielem rzeczywistym 22 sierpnia 1883. Reskryptem Wysokiego C. K. Prezydium Rady Szkolnej Krajowej z 10 września 1886 został zatwierdzony na stałe w zawodzie nauczycielskim i mianowany c. k. profesorem. Jako profesor sanockiego gimnazjum wykładał historię naturalną, matematykę, język polski. Nadzorował oddział filialny sanockiego gimnazjum od 22 listopada 1902 do 28 grudnia 1908. W roku szkolnym 1909/1910 przebywał na urlopie. Ponadto nauczał historii w Instytucie Wyższym Naukowo-Wychowawczym przygotowującym dziewczęta do zawodu nauczycielskiego oraz języka polskiego i stylistyki w Szkole Przemysłowej Uzupełniającej w Sanoku, powołanej w 1893. Otrzymał VIII rangę służbową 1 października 1899, następnie VII rangę 13 października 1903. W sprawozdaniach szkolnych sanockiego gimnazjum w latach 1907 i 1908 ukazały się jego publikacje na temat higrometrów. W zawodzie nauczyciela pracował przez prawie 40 lat. Reskryptem C. K. Rady Szkolnej Krajowej z 18 marca 1911 został przeniesiony w stały stan spoczynku. Postanowieniem cesarza Franciszka Józefa I z 26 grudnia 1915 otrzymał tytuł c. k. radcy szkolnego wraz z uwolnieniem od taksy. Po odzyskaniu przez Polskę niepodległości Rada Szkolna Krajowa rozporządzeniem z dnia 10 października 1919 upoważniła do zajęcia w zakładzie (sanockiego gimnazjum) emerytowanego profesora Mroczkowskiego.
Był członkiem Towarzystwa Nauczycieli Szkół Wyższych we Lwowie. 17 listopada 1894 został wybrany zastępcą członka wydziału na rok 1895 koła jasielsko-sanockiego TNSW z siedzibą w Sanoku, z zastępstwem w Sanoku, był zastępcą przewodniczącego koła jasielsko-krośnieńsko-sanockiego, aktywistą koła sanockiego, w 1910 był jego przewodniczącym. Był członkiem sanockiego gniazda Polskiego Towarzystwa Gimnastycznego „Sokół” od 1 stycznia 1899 i działał w jego strukturach, od 1908 pełnił funkcję zastępcy członków sądu honorowego, a od 1911 był sędzią w sądzie honorowym. Jego nazwisko zostało umieszczone w drzewcu sztandaru TG Sokół w Sanoku, na jednym z 125 gwoździ upamiętniających członków. Był działaczem Towarzystwa Upiększania Miasta Sanoka, w którym był członkiem komisji rewizyjnej od 18 marca 1905, wydziałowym, zastępcą prezesa (1910, 1911, 1912). W lipcu 1912 uczestniczył w Zjeździe Związku Towarzystw Upiększania Kraju. Był członkiem zwyczajnym Macierzy Szkolnej dla Księstwa Cieszyńskiego. Zasiadł w radzie nadzorczej Towarzystwa Kasy Zaliczkowej w Sanoku. 20 lipca 1904 został wybrany członkiem rady nadzorczej Powiatowego Towarzystwa Zaliczkowego w Sanoku. W 1904, 1905 był wybierany członkiem wydziału „Towarzystwa Bursy”, sprawującego pieczę nad Bursą Jubileuszową im. Cesarza Franciszka Józefa w Sanoku. 27 października 1905 został wybrany ponownie przewodniczącym wydziału Towarzystwa Pomocy Naukowej w Sanoku.
Posiadał gospodarstwo rolne z dworem w Krajowicach. Do końca życia przez 44 lata był żonaty z Michaliną z domu Łuszczyńską (zm. 1936). Jego córką była Zofia, która została żoną duchownego greckokatolickiego Antoniego Jaksy Kłaczyńskiego.

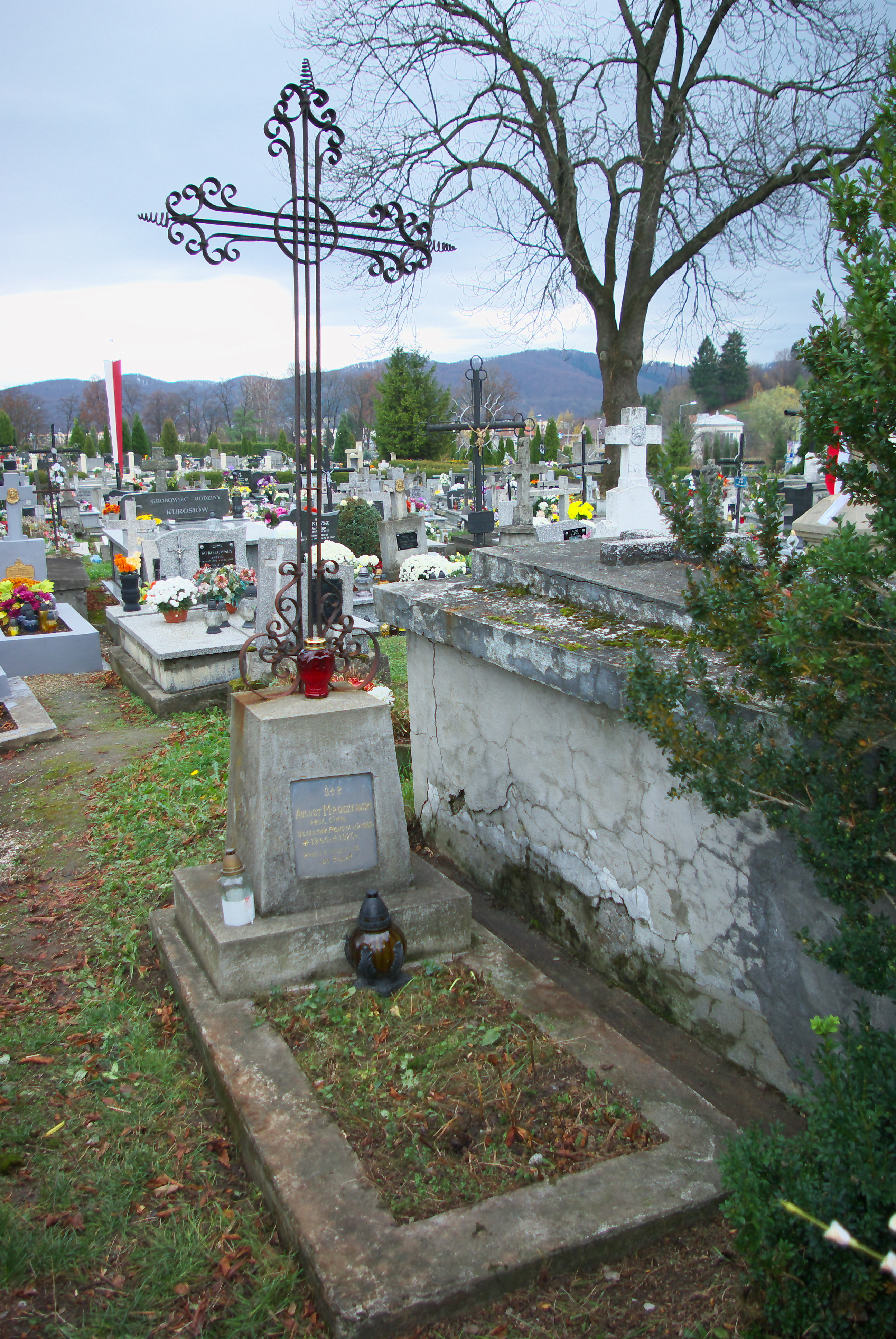
Nagrobek Augusta Mroczkowskiego w Sanoku

August Mroczkowski zmarł 29 stycznia 1920 w Sanoku na zapalenie płuc. 31 stycznia 1920 został pochowany na cmentarzu przy ul. Rymanowskiej w Sanoku po pogrzebie pod przewodnictwem sanockiego proboszcza ks. Franciszka Salezego Matwijkiewicza. Opiekę nad nagrobkiem Augusta Mroczkowskiego podjęli harcerze z Hufca Ziemi Sanockiej im. ks. hm. Zdzisława Peszkowskiego.
Wspomnienia powstańcze Augusta Mroczkowskiego (podpisane inicjałami „A. M.”) opisujące wyprawę na Poryck, walki tamże i odwrót, zostały wydrukowane na łamach „Tygodnika Ziemi Sanockiej” wiosną 1912. O osobie Augusta Mroczkowskiego, w tym w kontekście udziału w powstaniu styczniowym, oraz nauki w sanockim gimnazjum wspominali w 1958 wychowankowie tego zakładu: Józef Stachowicz, dr Jan Świerzowicz i prof. Karol Zaleski, Walerian Bętkowski, Franciszek Bielak.

## Publikacje
- O higrometrach i sposobie ich użycia (1907)
- O higrometrach i sposobie ich użycia (dokończenie) (1908)[74][75]

## Odznaczenia
austro-węgierskie
- Medal Jubileuszowy Pamiątkowy dla Cywilnych Funkcjonariuszów Państwowych[76]
- Krzyż Jubileuszowy dla Cywilnych Funkcjonariuszów Państwowych[76]